# Collema confertum
Collema confertum är en lavart som beskrevs av Arnold. Collema confertum ingår i släktet Collema och familjen Collemataceae.   Inga underarter finns listade i Catalogue of Life.